# 독일 비행선운수 주식회사
독일 비행선운수 주식회사(독일어: Deutsche Luftschiffahrts-Aktiengesellschaft; DELAG 도이체 루프트시파르츠악티엔게젤샤프트; 델라크[*])는 세계 최초의 항공사다. 1909년 11월 16일 창립하여 체펠린 비행조선에서 제작한 체펠린 경식비행선을 운항했다. 본사는 프랑크푸르트암마인에 소재했다.